# Heidi Montag
Heidi Montag (Crested Butte, 15 de setembro de 1986, Estados Unidos) é uma personalidade da televisão, modelo e cantora norte-americana. Heidi é mais conhecida por estrelar o reality show The Hills (2006–2010) e The Hills: New Beginnings (2019–presente).
Heidi é casada com Spencer Pratt e os dois possuem dois filhos Gunner e Ryker.

## Filmografia
| Ano       | Título                                 | Papel     | Notas                                                                           |
| --------- | -------------------------------------- | --------- | ------------------------------------------------------------------------------- |
| 2006-2010 | The Hills                              | Ela mesma | Reality Show, participou por 6 temporadas                                       |
| 2009      | How I Met Your Mother                  | Ela mesma | Série de televisão, um episódio como artista convidada, junto com Spencer Pratt |
| 2009      | I'm a Celebrity... Get Me out of Here! | Ela mesma | Reality Show, estrelada com Spencer Pratt; terminou saindo da série             |
| 2011      | Just Go With It                        | Kimberly  | Filme, primeira aparição em um filme de cinema                                  |
| 2011      | Famous Food                            | Ela mesma | Reality Show                                                                    |
| 2013      | Celebrity Big Brother (UK)             | Ela mesma | Reality Show, estrelada com Spencer Pratt.                                      |
| 2019      | The Hills: New Beginnings              | Ela mesma | Reality Show                                                                    |
| 2020      | Very Cavallari!                        | Ela mesma | Reality Show - Ela mesma                                                        |

## Álbuns
- Superficial (2010)
- Dreams Come True (2012)